# Крыштафово
Крыштафо́во (бел. Крыштафо́ва) — деревня в составе Демидовичского сельсовета Дзержинского района Минской области Беларуси. Деревня расположена в 22 километрах от Дзержинска, 31 километре от Минска и 13 километрах от железнодорожной станции Фаниполь.

## История
Известна с конца XVIII века, как деревня в Минском повете Минском воеводстве Великого княжества Литовского. В 1800 году в Крыштафове насчитывается 4 двора, 29 жителей; владение стольника К. Лиходеевского. С середине XIX века в составе имения Крыштафово, владение помещицы А. Волковны. Во 2-й половине XIX века — начале XX века деревня в составе Койдановской волости Минского уезда Минской губернии. В 1858 году в деревне 26 жителей мужского пола. В 1897 году, в деревне насчитывалось 21 двор, 115 жителей, действовал хлебозапасный магазин, корчма. В 1917 году в деревне насчитывается 19 дворов, проживает 125 жителей.
С 20 августа 1924 года деревня в составе Новосадского сельсовета (с 23 марта 1932 года по 14 мая 1936 года — польского национального сельсовета) Койдановского района Минского округа, с 29 июня 1932 года Койдановский район стал именоваться Дзержинским. 31 июля 1937 года Дзержинский польский национальный район был упразднён, территория сельсовета передана в состав Заславского района. С 20 февраля 1938 года деревня в составе Минской области, с 4 февраля 1939 года в составе восстановленного Дзержинского района. В 1926 году в деревне насчитывается 25 дворов, проживают 111 жителей. В годы коллективизации был организован колхоз «Новый быт», который обслуживала Дзержинская МТС. Действовала колхозная кузница.
В годы Великой Отечественной войны была оккупирована немецко-фашистскими захватчиками с 28 июня 1941 по 6 июля 1944 года, на фронтах войны погибли 5 жителей деревни. После войны был восстановлен деревенский колхоз. С 8 апреля 1957 года находится в составе Демидовичского сельсовета. В 1960 году в деревне Крыштафово проживали 142 жителя, входила в состав совхоза «Демидовичи». В 1991 году насчитывается 32 хозяйства, 67 житель, действовал сельклуб и ферма. По состоянию на 2009 год в составе УП «Демидовичи», насчитывается 25 хозяйств, 52 жителя.

## Население
| Численность населения (по годам) | Численность населения (по годам) | Численность населения (по годам) | Численность населения (по годам) | Численность населения (по годам) | Численность населения (по годам) | Численность населения (по годам) | Численность населения (по годам) | Численность населения (по годам) |
| 1800                             | 1897                             | 1909                             | 1917                             | 1926                             | 1960                             | 1991                             | 1999                             | 2004                             |
| -------------------------------- | -------------------------------- | -------------------------------- | -------------------------------- | -------------------------------- | -------------------------------- | -------------------------------- | -------------------------------- | -------------------------------- |
| 29                               | ↗115                             | ↗129                             | ↘125                             | ↘111                             | ↗142                             | ↘67                              | ↘42                              | ↘41                              |
| 2009                             | 2017                             | 2018                             | 2020                             | 2022                             |                                  |                                  |                                  |                                  |
| ↗52                              | ↘44                              | ↗50                              | ↘47                              | ↗56                              |                                  |                                  |                                  |                                  |